# 와꾸대장봉준
와꾸대장봉준(본명: 김봉준, 1991 3월 29일~)은 대한민국의 전직 스타크래프트 프로게이머이며, 아프리카TV 인터넷 방송인이다. 개명하기 전 이름은 김바다였다. Britney라는 스타크래프트 아이디를 사용하였으며, 주 사용 종족은 프로토스이다. 178cm 89kg

## 프로게이머 시절
2009년 상반기 드래프트에서 온게임넷 스파키즈의 1차 지명으로 입단하였다.
2010년 데뷔전으로 김윤중을 폴라리스 랩소디에서 승리했다. 이후 송병구를 심판의 날에서, 박성준을 매치포인트에서 승리했다.
2010년 12월 웅진 스타즈로 이적하였다.
2011년 10월 20일, 공식적으로 은퇴가 공시되었다. 은퇴 후 해병대에 입대했다.

## 은퇴 후
2013년 은퇴 후 아프리카TV 인터넷 방송국에서 BJ 와꾸대장봉준으로 데뷔를 하였다.
2015년 제 2차 템트스 스타리그 해설위원으로 이예준, 전 프로게이머와 도재욱 전 프로게이머와 함께 중계를 하였다.
2015년 VANT 36.5 제 2차 대국민 콩두 스타리그 아프리카TV 인터넷 방송 해설위원으로 활동하였다.
2016년 아프리카TV BJ대상에서 The 20 게임을 수상하였다.
2017년 아프리카TV 인터넷 방송국에서 불법유턴 행위와 운전 중 전화를 사용하는 행위가 노출되어 위법행위 사유로 3일 정지 후 복귀하였다.
2017년 아프리카TV 인터넷 방송국에서 ‘윽!팡임당’ 프로젝트에 참여하여 작곡가는 동이TV이며 BJ 양팡의 앨범 ‘윽팡임당’에서 ‘에바참치꽁치’의 피처링을 하였다.
2017년 아프리카TV BJ대상에서 멀티방송 부문 대상을 수상하였다.
2018년 아프리카TV 인터넷 방송국에서 불법유턴 행위를 하는 행위가 노출되어 위법행위 사유로 정지 후 복귀하였다.
2018년 무 프로리그(MPL)를 개최하고 제 1차 무 프로리그를 아프리카 TV 인터넷 방송에서 진행했다.
2018년 제 2차 신한금융투자 무 프로리그 시즌2를 아프리카 TV 인터넷 방송에서 진행했다.
2018년 아프리카TV BJ대상 부문별 올해의 BJ(게임엔터테이너BJ, 버라이어티BJ 남자 부문)를 수상하였다.
2018년 아프리카TV BJ대상 대상(게임엔터테이너BJ 남자 부문)을 수상하였다
2017년 아프리카TV BJ대상에서 멀티방송 부문 대상을 수상하였다.
2019년 아프리카TV BJ대상 최고의 콘텐츠상(LIVE부문)을 수상하였다.
2019년 아프리카TV BJ대상 부문별 올해의 BJ(버라이어티BJ 남자 부문)를 수상하였다.
2019년 아프리카TV BJ대상 대상(버라이어티BJ 남자 부문)을 수상하였다.
2019년 무 챔피언스 코리아(MCK)를 개최하고 아프리카TV 인터넷 방송에서 진행 중이다.
2021년 5월 9일, 김봉준은 동료 BJ인 오메킴, 임선비와 술을 마시며 유관순 열사를 성적으로 모욕해 논란이 되자 사과하였다.
2022년 아프리카TV BJ대상 대상(게임엔터테이너BJ 남자 부문)을 수상하였다.
2023년 아프리카TV BJ대상 대상(보이는 라디오)을 수상하였다.

## 기록
- 2008년 제43회 스타크래프트 준프로게이머 선발전 입상
- 2014년 제 9차 픽스 소닉 스타리그 32강
- 2015년 VANT 36.5 대국민 스타리그 32강
- 2016년 아프리카TV BJ대상 특별상(조용한날이UP상)

## 수상 내역
- 2016년 아프리카TV BJ대상 특별상(조용한 날이 UP상)
- 2016년 아프리카TV BJ대상 Top 50
- 2016년 아프리카TV BJ대상 Top 20
- 2017년 아프리카TV BJ대상 Top 70(부문별 Top5)
- __2017년 아프리카TV BJ대상 대상(멀티방송 부문)__
- 2018년 아프리카TV BJ대상 최고의 콘텐츠상(최고의 기록 부문)
- 2018년 아프리카TV BJ대상 부문별 올해의 BJ(게임엔터테이너BJ 남자부문, 버라이어티BJ 남자부문)
- __2018년 아프리카TV BJ대상 대상(게임엔터테이너BJ 남자부문)__
- __2018년 아프리카TV BJ대상 대상(버라이어티BJ 남자부문)__
- 2019년 아프리카TV BJ대상 최고의 콘텐츠상(LIVE부문)
- 2019년 아프리카TV BJ대상 부문별 올해의 BJ(버라이어티BJ(남))
- __2019년 아프리카TV BJ대상 대상(버라이어티BJ(남))__
- 2020년 청년의 날 크리에이터 어워즈 공로상
- 2020년 청년의 날 크리에이터 어워즈 예능상
- 2020년 아프리카TV BJ대상 부문별 올해의 BJ(버라이어티BJ(남))
- 2020년 아프리카TV BJ대상 최고의 콘텐츠상(LIVE부문)
- 2022년 아프리카TV BJ대상 올해의 콘텐츠상
- 2022년 아프리카TV BJ대상 부문별 올해의 BJ(게임엔터테이너BJ 남자부문)
- __2022년 아프리카TV BJ대상 대상(게임엔터테이너BJ 남자부문)__
- 2023년 아프리카TV BJ대상 부문별 올해의 BJ(게임)
- 2023년 아프리카TV BJ대상 부문별 올해의 BJ(보이는 라디오)
- __2023년 아프리카TV BJ대상 BJ대상(보이는 라디오)__